# Батлер, Ричард Остин
Ричард Остин Батлер, барон Батлер Саффрон Уолденский (англ. Richard Austen Butler, Baron Butler of Saffron Walden; 9 декабря 1902[…], Attock Khurd, Британская Индия — 8 марта 1982, Грейт Йелдем, Эссекс) — британский государственный деятель, политик-консерватор, более известный как «Рэб» (Rab), поскольку сокращал так своё имя R.A. Butler. На протяжении своей жизни в разные периоды возглавлял министерства труда, финансов, иностранных дел и внутренних дел Великобритании.

## Биография
Родился в Аттоке, Британская Индия (ныне территория Пакистана) в семье колониального чиновника. В детстве он упал с лошади и получил серьёзную травму правой руки, из-за чего не мог полноценно ей пользоваться и не был принят в будущем на военную службу; это обстоятельство впоследствии постоянно сказывалось на его карьере. Получил образование в колледже Мальборо и затем в Пембрук-колледже, где изучал французский и немецкий языки, историю и международные отношения. После окончания университета он остался в нём в качестве преподавателя истории Франции XIX века до 1929 года, когда был избран в палату общин от избирательного округа местечка Сафрон-Уэлден. Батлер сохранял место депутата до 1969 года.
Его первой государственной должностью стала должность личного помощника министра по делам Индии Сэмюэля Хора. В 1932 году он стал заместителем генерального секретаря в Министерстве по делам Индии. В 1937—1938 годах он был парламентским секретарём в министерстве труда. В 1938 году стал заместителем генерального секретаря в Министерстве иностранных дел. Входил в группу сторонников политики умиротворения нацистской Германии, что на какое-то время подорвало его политическую карьеру. 
После эвакуации английских войск из Дюнкерка выступил 20 июня 1940 года с отчётом в Палате общин. В ходе этого выступления он сообщил, что правительство Великобритании рассматривает вопрос о возможности закупки вооружения и военной техники (в том числе, танков, артиллерийских орудий и самолётов) в СССР.
Летом 1941 года был назначен председателем Совета по вопросам образования. В 1944 году его усилиями был принят закон об образовании, который ввёл разделение школ на три типа: гимназии (в которых делался акцент на подготовку кадров интеллектуальной элиты), вторичные технические школы (эквивалент профессиональных училищ) и вторичные современные школы (которые должны были готовить кадры для менее квалифицированных рабочих мест). В конце войны Батлер стал министром труда в правительстве Уинстона Черчилля, хотя они относились друг к другу с взаимной неприязнью. Известно, что Батлер однажды был вызван королём Георгом VI и привлечён к разработке плана секретного плана действия движения сопротивления в том случае, если Британия будет оккупирована нацистами.
После поражения консерваторов на парламентских выборах в 1945 году Батлер стал главой отдела исследований Консервативной партии и оставался в этой должности до 1964 года. После возвращения Консервативной партии к власти в 1951 году был назначен канцлером казначейства (министром финансов). На этом посту он планировал ввести свободную оборачиваемость фунта стерлингов, но реформа не была претворена в жизнь из-за противодействия Энтони Идена, бывшего тогда министром иностранных дел. В 1953 году временно исполнял обязанности премьер-министра, когда Черчилль перенёс инсульт, а его преемник Энтони Иден находился на лечении за рубежом. Когда Иден в 1955 году стал премьер-министром, Батлер в декабре этого года был назначен им лордом-хранителем печати и лидером Палаты общин, но отношения Идена и Батлера были весьма непростыми; его карьерный рост в период правления Идена фактически прекратился, но, тем не менее, в моменты отсутствия Идена именно Батлеру доверялось временное руководство кабинетом.
После отставки Идена в январе 1957 года Батлер стал одним из кандидатов на пост премьер-министра, но в итоге его занял Гарольд Макмиллан, который оставил Батлера на старых должностях и в дополнение к ним доверил ему пост министра внутренних дел, хотя сам Батлер хотел пост министра иностранных дел. В 1959 году Батлер перестал быть лордом-хранителем печати, а в 1961 году — лидером Палаты общин. В 1959—1961 годах он был председателем Консервативной партии. После событий 1962 года, названных «Ночью длинных ножей» (когда Макмиллан уволил сразу семь министров из своего кабинета), получил должность заместителя премьер-министра и первого государственного секретаря.
Батлер вновь стал кандидатом на пост премьер-министра после отставки Макмиллана в 1963 году, но вновь не получил должность, новым премьер-министром стал Алек Дуглас-Хьюм, который назначил Батлера министром иностранных дел. Батлер оставался в этой должности до поражения консерваторов на выборах в 1964 году. В 1965 стал пожизненным пэром и занял место в Палате лордов.
В 1965 году Батлер стал ректором Тринити-колледжа Кембриджского университета. Ранее, в 1956—1959 годах, был ректором университета Глазго. В 1966—1982 годах был ректором Университета Эссекса. В 1964—1965 году был самым старым депутатом в Палате общин. Он был рыцарем Ордена Кавалеров Почёта, в 1971 году был произведён в рыцари ордена Подвязки.

## Возможный прототип героев В. В. Набокова
Р. А. Батлер был знаком с Владимиром Набоковым по Кембриджскому университету. В своих воспоминаниях Набоков дал стилизованный портрет кембриджского студента по именем Бомстон в «Других берегах» и Несбит в «Память, говори»:67. Считается, что в основе этих образов лежат впечатления от общения с Батлером, который больше других говорил с Набоковым о политике. В «Память, говори» Несбит назван «ужасным занудой»:201, 507. Биограф Набокова Эндрю Филд допускает, что частично с Батлера списан герой романа «Подвиг» англичанин Дарвин:143.
Набоков снова встретился с Батлером в феврале 1937 года, когда он судорожно искал работу в любой стране подальше от Германии:284:507. Он так описывает встречу с Бомстоном в «Других берегах»:

В своё время, в начале двадцатых годов, Бомстон по невежеству своему, принимал собственный восторженный идеализм за нечто романтическое и гуманное в мерзостном ленинском режиме. Теперь, в не менее мерзостное царствование Сталина, он опять ошибался, ибо принимал количественное расширение своих знаний за какую-то качественную перемену к худшему в эволюции советской власти.